# لوجی
لوجی (انگلیسی: Luzhi) یا شهر لوجی (چینی: 甪直镇) یکی از شهرهای تاریخی مشهور چین است که در منطقهٔ ووژونگ، در ۱۸ کیلومتری شرق سوژو، استان جیانگسو قرار دارد.

## ریشه‌شناسی
این شهر در گذشته با نام پولی (چینی: 甫里) نیز شناخته می‌شد.
نام این شهر آبی از لو گوئی‌منگ، شاعر گوشه‌گیر دوران دودمان تانگ گرفته شده که در این شهر اقامت گزید. او با نام مستعار «آقای پولی» (چینی: 甫里先生) شناخته می‌شد.
در آن زمان، پولی شامل دو منطقهٔ پولی (چینی: 甫里) و لیوجی (چینی: 六直) بود. «لیوجی» به معنای «شش رودخانهٔ مستقیم» است. در گویش سوژو، «لیو» به‌صورت «لو» تلفظ می‌شود و ازاین‌رو (چینی: 六直) به‌صورت «لوجی» خوانده شد. در اواخر دوران دودمان چینگ، نام «پولی» به «لوجی» تغییر یافت و این شهر به‌عنوان یکی از بخش‌های شهرستان یوانه شناخته شد.

## جاذبه‌ها
لوجی به خاطر آبراه‌های زیبا و پل‌های تاریخی‌اش مشهور است، برخی از این پل‌ها به دوران دودمان سونگ بازمی‌گردند. گفته می‌شود که قدم زدن در شهر تاریخی لوجی، همچون قدم گذاشتن در تاریخی یخ‌زده در زمان است، آرام و دلنشین.
شاعر دودمان مینگ، گائو چی، در شعری با عنوان «منظرهٔ پولی»، توصیفی از این شهر ارائه کرده که همچنان نمایانگر چشم‌انداز امروزی لوجی است:
منظرهٔ پولی
پل بلند، پل کوتاه، با درختان بید
جوی جلو، جوی عقب، با نیلوفران آبی
مردم، پرچم برافراشتهٔ میخانه را می‌نگرند
مرغان دریایی، قایق را تا خانهٔ ماهیگیر بدرقه می‌کنند.

## اهمیت تاریخی
لوجی یکی از بهترین شهرهای قدیمی حفاظت‌شده در چین است که همچنان آبراه‌ها و خیابان‌های تاریخی خود را حفظ کرده است. در سال ۲۰۰۳، دولت چین فهرستی از «ده شهر تاریخی مشهور چین» منتشر کرد که نام لوجی در میان آن‌ها قرار داشت. در سال ۲۰۰۴، یونسکو به این شهر جایزهٔ «حفاظت از شهرهای تاریخی» را اعطا کرد.